# Dan Park

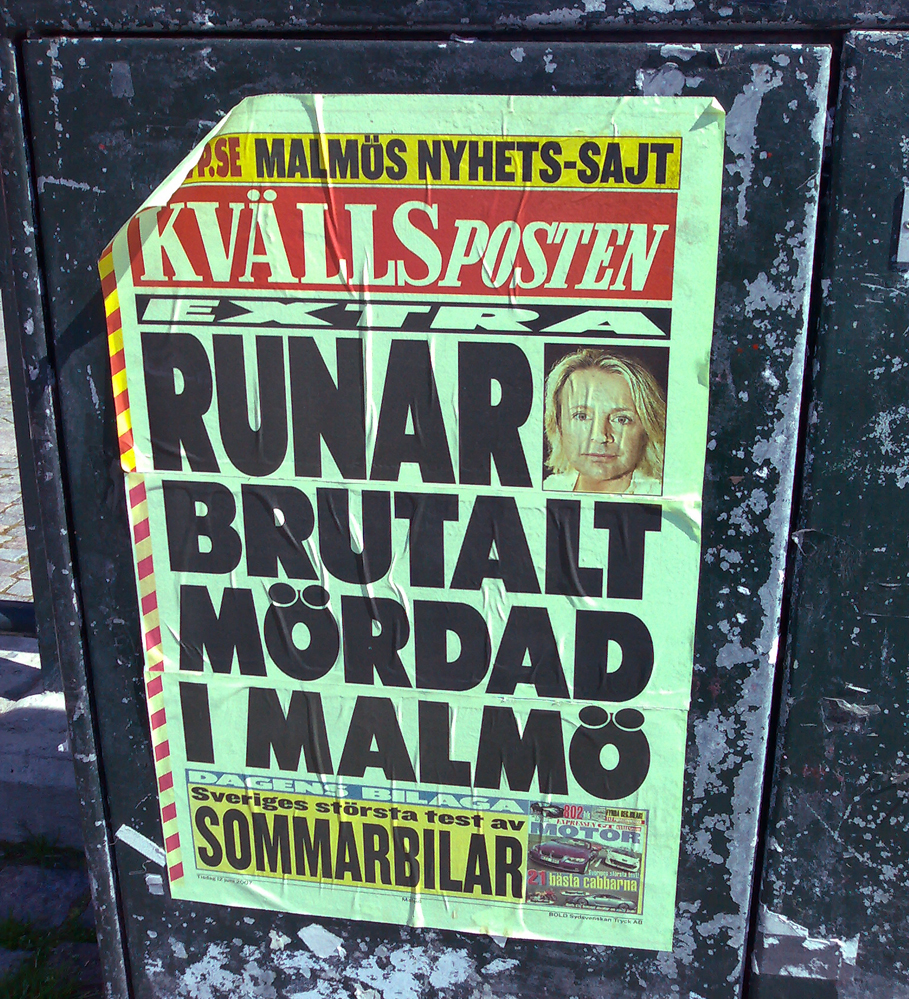
Falsk löpsedel av Dan Park i Malmö 2007.

Dan Fredrik Park, ursprungligen Appelblad, född 4 maj 1968 i Tavelsjö församling, Västerbottens län, är en svensk gatukonstnär. Han har vid flera tillfällen dömts för hets mot folkgrupp i svenska domstolar.
Park flyttade från Tavelsjö till Umeå år 1987 och tog arbete på Scans slakteri. År 2004 flyttade han till Malmö för att studera interaktionsdesign och har sedan dess varit bosatt där.
Dan Park är vegan och starkt kritisk mot päls- och köttindustrierna.

## Uppmärksammade verk
Park inledde sin konstnärliga bana 1988 i samband med Åmselemorden genom ett gatukonstverk i form av en affisch föreställande trippelmördaren Juha Valjakkala poserande med ett hagelgevär och texten A Man’s Gotta Do What a Man’s Gotta Do. Park var då medlem i SSU och använde föreningens kopieringsapparat för sina konstprojekt. I början av januari 2009 placerade Park en burk med texten "Zyklon B" och ett hakkors utanför judiska församlingens lokaler i Malmö.  Samma installation placerade Park vid synagogan i Göteborg i april 2023. Annan uppmärksammad affischkonst har bland annat innehållit vegansk kritik mot Kristdemokraternas stöd till minkfarmare, parodireklam för H&M med John Ausonius som inklistrad klädmodell, kritik mot Sverigedemokraterna där partiledningen spelar instrument i ett band som kallas "Sverige-Emokraterna", samt motiv med Tony Olsson med texten "rebel with a cause".
Han har även satt upp affischer med Momodou Jallow från Afrosvenskarnas riksförbund iförd halsboja med texten "Vår negerslav är bortsprungen" 2011. År 2013 uppmärksammades han för att ha klistrat upp SSU:s förbundssekreterare Ellinor Erikssons bild med en måltavla som bakgrund. År 2014 uppmärksammades Park för en parodi på ett verk av konstnären Carolina Falkholt. Park hade gjort en bild på en vagina som tråcklats ihop med taggtråd och hade texten "fängsla fittan". År 2014 ledde en utställning av Parks samt Lars Vilks verk till stängningen av Henrik Rönnquists galleri i Malmö. Dan Parks verk ledde till rättsliga följder för galleristen (se nedan). År 2015 talade Dan Park på Pegidas första möte i Sverige.
I oktober 2014 ställde han ut sina verk i Proviantgården vid Christiansborg (Folketinget) i Köpenhamn i samarbete med Trykkefrihedsselskabet och Dansk Folkeparti. Utställningen anmäldes 2017 av Momodou Jallow till FN:s rasdiskrimineringsutskott, som i december 2022 slog fast att det var fel att upplåta Folketingets lokaler för utställningen samt uppmanade till en ursäkt och att danska staten ska ta fram lämpliga riktlinjer.

## Rättsliga följder
Park dömdes 1996 i Umeå tingsrätt för att ha gått klädd i en hakkorsprydd jacka. Det var första gången svensk domstol dömde någon för hets mot folkgrupp för att ha burit en nazistisk symbol.
År 2009 friades Park efter att ha åtalats för hets mot folkgrupp för att ha lagt ut burkar med texten "Zyklon B" utanför en synagoga.
I januari 2012 dömdes Park av Lunds tingsrätt till villkorlig dom och dagsböter för hets mot folkgrupp och förtal för att ha satt upp affischer med texten "Vår negerslav är bortsprungen". I september 2012 fastställdes domen av Hovrätten över Skåne och Blekinge. Under en demonstration mot polisens olagliga registrering av romer i Malmö 2013 uppträdde Park med skylten "Zigenarbrott är något gott". För detta samt för en affisch och en bild som Park lagt ut på nätet åtalades han i början av 2014 för hets mot folkgrupp och dömdes till fängelse. I juli 2014 ställde han ut nio tavlor på ett galleri i Malmö, och i augusti samma år dömdes han för detta till sex månaders fängelse för hets mot folkgrupp och förtal, vilket hovrätten i oktober sänkte till fem månaders fängelse. Galleristen Henrik Rönnquist som ställde ut tavlorna fälldes också för hetsbrott men dömdes till villkorlig dom och 60 dagsböter.
I november 2018 dömdes Park till tre månaders fängelse och 15 000 kronor i skadestånd för hets mot folkgrupp samt förtal med anledning av bilder publicerade på sociala medier riktade mot bland annat en politiker. Park överklagade till hovrätten, som våren 2019 skärpte straffet till fyra månaders fängelse men sänkte skadeståndssumman. Park överklagade till Högsta domstolen som i juli 2019 meddelade att de inte tog upp fallet och därmed slog fast hovrättens dom.
18 september 2023 dömdes Park på nytt till fängelse, denna gång till fyra månader för sex brott begångna mellan september 2021 och december 2022. Park publicerade inlägg i sociala medier som tingsrätten fann vara hets mot folkgrupp.

## Medias reaktion
Park menar själv att han inte verkar utifrån någon specifik politisk agenda.[källa behövs] Frilansjournalisten och gatukonstkännaren Kolbjörn Guwallius har anklagat Dan Park för att ägna sig åt rasistisk propaganda. Dan Park själv har i intervjuer sagt att han vänder sig emot det håll samhället går, om politiska vindar blåser åt höger går Park åt vänster, om de blåser åt vänster går han åt höger.